# Joe Gelhardt
Joseph Paul „Joe“ Gelhardt (* 4. Mai 2002 in Liverpool) ist ein englischer Fußballspieler, der aktuell bei Leeds United unter Vertrag steht und an Hull City verliehen ist. Der Stürmer ist aktueller englischer U20-Nationalspieler.

## Karriere

### Verein
Er kam 2013 im Alter von zehn Jahren zu Wigan Athletic und durchlief dort die Jugendmannschaften. Sein Profidebüt für Wigan Athletic gab er am 14. August 2018 als Einwechselspieler in der ersten Runde des EFL Cups gegen Rotherham United. Am 24. August 2018 unterzeichnete er seinen ersten Profivertrag mit dem Verein. Am 27. April 2019 gab er sein Debüt in der Liga, als er gegen Birmingham City eingewechselt wurde. Am 14. September 2019 erzielte er beim 2:2-Unentschieden gegen Hull City sein erstes Tor für den Verein. Gelhardt kam in der Saison 2019/20 in allen Wettbewerben auf 19 Einsätze, davon 18 in der EFL Championship, aus der Wigan nach einem Punktabzug  von 12 Punkten aufgrund finanzieller Probleme abstieg.
Am 10. August 2020 unterschrieb Gelhardt einen Vierjahresvertrag beim Premier-League-Klub Leeds United. Sein Debüt in der ersten Mannschaft von Leeds United gab er am 21. September 2021 als Ersatz für Mateusz Klich in der zweiten Halbzeit des Drittrundenspiels des EFL Cups gegen den FC Fulham. Das Spiel endete 0:0 in der regulären Spielzeit und Leeds gewann mit 6:5 im Elfmeterschießen, wobei Gelhardt den siebten von acht Elfmetern für Leeds verwandelte. Sein Premier-League-Debüt für Leeds gab Gelhardt am 16. Oktober als Einwechselspieler in der zweiten Halbzeit bei der 0:1-Niederlage gegen den FC Southampton. Am 11. Dezember 2021 erzielte Gelhardt bei der 2:3-Auswärtsniederlage gegen den FC Chelsea sein erstes Tor für Leeds.
Im Januar 2023 wurde Gelhardt für ein halbes Jahr an den AFC Sunderland verliehen. Im Januar 2025 folgte eine weitere Leihe zu Hull City, die im August auf ein weiteres Jahr verlängert wurde.

### Nationalmannschaft
Gerlhard kam für verschiedene Jugendauswahlen Englands zum Einsatz. Gelhardt wurde in den Kader der englischen U17-Auswahl für die U17-Europameisterschaft 2019 berufen und erzielte beim 3:1-Sieg gegen die schwedische U17-Auswahl ein Tor, als die Young Lions in der Gruppenphase aus dem Wettbewerb ausschieden.
Am 6. September 2021 gab Gelhardt sein Debüt für die englische U20-Auswahl und erzielte beim 6:1-Sieg gegen die rumänische U20-Auswahl im St. George’s Park zwei Treffer.

## Spielweise
Gelhardt ist Linksfuß und spielt hauptsächlich als Stürmer, kann aber auch offensiver Mittelfeldspieler eingesetzte werden. Aufgrund seiner Spielweise wurde er mit Wayne Rooney verglichen.